# NGC 5659
NGC 5659 este o infrared source⁠(d) situată în constelația Boarul. A fost descoperită în 22 mai 1830 de către John Herschel. Se află la o distanță de 61,38 de megaparseci de Pământ.